# テネシーワルツ
「テネシーワルツ」（Tennessee Waltz,The Tennessee Waltz）は、1948年に出版されたアメリカのポピュラー/カントリー歌曲。1946年、ピー・ウィー・キング（英語版）が作曲した曲に、レッド・スチュワート（英語版）が詞をつけ、ゴールデン・ウエスト・カウボーイズ版が1948年1月に、カウボーイ・コパズ（英語版）版が1948年3月に出版され、いずれもヒットチャート上位を獲得した。1950年にパティ・ペイジがカバーしたものがマルチミリオンセラーとなった。
1952年と1974年頃、日本でも大ヒットした。
歌詞は「恋人とテネシーワルツを踊っていて、旧友が来たので恋人を紹介したら、その友達に恋人を盗まれてしまった」というもので、歌手の性別によって旧友をしめす代名詞がhimまたはherに代わる。
その人気により、1965年にテネシー州はこの曲を公式に第4の州歌とした。現在までテネシー州には全米最多の12の州歌が定められているが、テネシー州の州歌として最も有名なのはこの曲である。

## 初期
1946年、ピー・ウィー・キングおよび彼のバンドのゴールデン・ウエスト・カウボーイズがテネシー州ナッシュビルで『グランド・オール・オープリー』に出演するためリムジンで移動中、彼と歌手のレッド・スチュワートは共同で作曲を行なっていた。カーラジオからビル・モンローの新曲『ケンタッキー・ワルツ(Kentucky Waltz )』が流れてきた。キングと他のミュージシャンたちは鼻歌でキングのテーマ曲『No Name Waltz 』(名もなきワルツ、の意)を歌い、スチュワートはマッチ箱に歌詞を書いていった。翌日、キングとスチュワートは音楽出版事業者のフレッド・ローズに『テネシー・ワルツ』を聴かせると、ローズは歌詞を「O the Tennessee waltz, O the Tennessee Waltz 」(おおテネシー・ワルツ、おおテネシー・ワルツ))から「I remember the night and the Tennessee Waltz 」(あの夜、そしてテネシー・ワルツを忘れない)に変更した。キングとゴールデン・ウエスト・カウボーイズが『テネシー・ワルツ』をレコーディングできるようになるまで時間がかかったが、1947年12月2日、イリノイ州シカゴにあるRCAヴィクター・スタジオでようやくレコーディングすることができた。ゴールデン・ウエスト・カウボーイズ版が発売された直後、ゴールデン・ウエスト・カウボーイズの元ヴォーカリストのカウボーイ・コパズ版がキング・レコードから発売された。1948年春から夏にかけて、どちらも『ビルボード』誌のカントリー・チャートでヒットし、キングのゴールデン・ウエスト・カウボーイズ版は第3位、コパズ版は第6位を獲得した。
1950年終盤、パティ・ペイジがクリスマス曲『Boogie Woogie Santa Claus 』のB面として『テネシー・ワルツ』をレコーディングし、マーキュリー・レコードから出版された。『ビルボード』誌の評論家であったジェリー・ウェクスラーがアースキン・ホーキンスによる新たなリズム・アンド・ブルース版をペイジのマネージャーのジャック・ラエルに紹介し、ペイジの父親が好んでいたカントリー・アンド・ウエスタン版としてペイジ自身が選曲したとされる。1950年11月、ペイジはニューヨークでのセッションでラエル指揮によるオーケストラと共に演奏した。ペイジのシングルはヴォーカルが三声で多重録音された。1950年11月10日、ペイジ版の『テネシー・ワルツ』は『ビルボード』誌のポップ・チャートにランクインし、12月30日以降9週連続第1位を 獲得して、計30週チャートにランクインし続けた。ペイジ版は当初『Boogie Woogie Santa Claus 』のB面であったが、『テネシー・ワルツ』がA面となったためB面は『Long Long Ago 』となった。ポップで活動していたペイジにとって、『テネシー・ワルツ』でカントリー・チャートにおいて第2位を獲得したのが彼女にとって最高記録となった
。
ペイジ版の成功により、その後出版されたキャピトル・レコードのレス・ポールwithメアリー・フォード版が第6位、コロムビア・レコードのジョー・スタフォード版が第7位を獲得するなどトップ10にランクインした。ポール版の『テネシー・ワルツ』は両A面であり、別面の『Little Rock Getaway 』は第18位を獲得した。1950年11月、フォンテイン・シスターズにとって、ニューヨークにあるRCAヴィクター・スタジオでの『テネシー・ワルツ』が初の単独レコーディングとなり、トップ20にランクインした。またピー・ウィー・キング版が再発売され、カントリー・チャートで第6位を獲得した。
さらにデッカ・レコードのガイ・ロンバードと彼のロイヤル・カナディアンズ版の他、イギリスではペトゥラ・クラーク版、日本では江利チエミ版が出版された。
1950年12月30日から1951年2月3日まで、ペイジ版、スタフォード版、ロンバード版、ポール/フォード版の総計が『キャッシュボックス』のチャートで第1位を獲得し続けた。
| 先代 The Thing by フィル・ハリス   | US ビルボードBillboard Hot 100 第1位シングル (パティ・ペイジ版) 1950年12月30日 – 1951年2月24日   | 次代 If by ペリー・コモ                         |
| 先代 Harbor Lights by サミー・ケイ | US キャッシュボックス売上チャート 第1位シングル (パティ・ペイジ版) 1950年12月30日 – 1951年2月3日 | 次代 My Heart Cries for You by ガイ・ミッチェル |

## 近年
1959年秋、ロカビリー・スタイルのボビー・コムストック&カウンツ版およびジェリー・フラー版が発表された。『ビルボード』誌のチャートでコムストック版は第52位、フラー版は第63位を獲得し、『キャッシュボックス』誌では両者を総合して第42位にランクした。
1962年、ダミタ・ジョー版がチャートに入った。
1964年、ロックンロール・バラード・スタイルのアルマ・コーガン版が発表され、スウェーデンにおいて5週連続第1位を獲得し、デンマークでトップ20にランクインし、シオ・ハンセン作詞のドイツ語版がドイツで第10位を獲得した。1978年、コーガン版の成功がスウェーデンのバンドWizex のKikki Danielsson に印象を与え、アルバム『Miss Decibel 』に収録された。2000年、Lotta Engberg のアルバム『Vilken härlig dag 』に収録された。またドイツ語版では1976年のHeidi Brühl 、1970年のGitte 、1976年のRenate Kern 、1998年のIreen Sheer などの演奏がある。
1964年1月28日、サム・クックはアルバム『Ain't That Good News 』の収録曲としてハリウッドのRCAスタジオで二拍子版を収録した。1964年3月1日、クック最後のアルバムとして発売され、クック最後のシングルとしてシングルカットされた際には同じくアルバム収録曲の『Good Times 』のB面に収録され、元々B面であった『テネシー・ワルツ』は第35位にランクインした。1964年9月16日、テレビ番組『Shindig! 』の初回ゲストとして『テネシー・ワルツ』と『Blowin' in the Wind 』を演奏した。
1965年、アル・ハートはアルバム『Live at Carnegie Hall 』に『テネシー・ワルツ』を収録した。
1966年、オーティス・レディングはブッカー・T&ザ・MG'sと共にクラシック・リズム・アンド・ブルースのアルバム『ソウル辞典』の収録曲として『テネシー・ワルツ』をレコーディングした。
1966年、マンフレッド・マンはコンパクト盤『Machines 』に『テネシー・ワルツ』を収録し、第1位を獲得した。
The Soul Stirrers に、サム・クックの代わりにアトランタ出身のジョニー・ジョーンズが短期間加入した。1968年、プロデューサーのボビー・ロビンソンが所有するフュアリー・レコードからディープ・ソウル版が出版され、R&Bチャートで第49位を獲得した。
1972年、ブライアン・ウィルソンのプロデュースにより、アメリカン・スプリングのデビュー・アルバム『Spring 』に『テネシー・ワルツ』が収録された。
1980年、レイシー・J・ダルトン版が『ビルボード』誌のカントリー・チャートで第18位を獲得した。
1983年、チャーチル・レコードからのジェームス・ブラウンのアルバム『Bring It On 』に収録された。
1990年、R&B、ブギウギのピアノ奏者で歌手のリトル・ウイリー・リトルフィールドはアルバム『Singalong with Little Willie Littlefield 』に収録した。
2002年8月24日、ノラ・ジョーンズはルイジアナ州ニューオリンズのハウス・オブ・ブルースでライヴを行なった際、アンコールで『テネシー・ワルツ』を演奏した。翌年発売されたライヴDVD『Live in New Orleans 』にこの模様が収録された。
2004年、レナード・コーエンのアルバム『Dear Heather 』に1985年にレコーディングされた『テネシー・ワルツ』が収録された。コーエン版には自身が作詞した詞が追加されている。
スコットランドのベル・アンド・セバスチャンはコンパクト盤『This Is Just a Modern Rock Song 』に収録された『Slow Graffiti 』で『テネシー・ワルツ』のメロディを使用している。
他に『テネシー・ワルツ』をレコーディングした主なアーティストを以下に示す(カッコ内は収録アルバム): ラヴァン・ベイカー(Woke Up This Mornin' 1993年)、パット・ブーン(I'll See You in My Dreams 1962年)、エヴァ・キャシディ(Imagine 2002年)、ホリー・コール(Don't Smoke in Bed 1993年)、コニー・フランシス(Country & Western Golden Hits 1959年)、エミルー・ハリス(Cimarron 1981年)、トム・ジョーンズ backed by チーフタンズ(Long Black Veil 1995年)、Pete Molinari (Today, Tomorrow and Forever 2009年)、アン・マレー(Let's Keep It That Way 1978年)、エルヴィス・プレスリー、ビリー・ジョー・スピアーズ(Country Girl 1981年)、レニー・ウェルチ、キティ・ウェルズ (Kitty's Choice 1960年)、ドッティ・ウエスト(Feminine Fancy 1968年)、マーガレット・ホワイティング(Margaret 1958年)
2011年、南アフリカの歌手レイ・ディランはアルバム『Goeie Ou Country vol 3 』に『テネシー・ワルツ』を収録した。
ケリー・クラークソンは第55回グラミー賞においてパティ・ペイジのトリビュートとして歌った。
| 先代 My Boy Lollipop by ミリー | スウェーデンのランキング 第1位レコード (アルマ・コーガン版) 1964年6月23日 – 7月14日、28日 | 次代 Long Tall Sally" by ビートルズ 1964年7月21日および8月4日に第1位獲得 |

## 大学マーチング・バンドの演奏
ノースカロライナ州にあるアパラチア州立大学のマーチング・バンドであるマウンテナーズはポスト・シーズンのホーム・ゲーム終了後『テネシー・ワルツ』を演奏する。テネシー大学のマーチング・バンドであるプライド・オブ・サウスランドはテネシー州ノックスビルにあるネイランド・スタジアムとトンプソン・ボーリング・アリーナでのホーム・ゲームの後に毎回『テネシー・ワルツ』を演奏する。テキサス州のベイラー大学のマーチング・バンドであるゴールデン・ウエーブは過去にフットボールのヘッドコーチであったグラント・ティーフのリクエスト以来、ホーム・ゲームの最後に毎回『テネシー・ワルツ』を演奏することが伝統となった。

## 日本での歌唱
日本では1952年、和田壽三の訳詞によって江利チエミが歌唱したものが最も有名である。当時14歳だった江利チエミはデビュー曲として本楽曲を唄って40万枚を売り上げる大ヒットとなり、江利チエミの代表曲になった。
日本では当初、パティ・ペイジ盤とジョー・スタッフォード盤の2つがヴォーカルでは本命盤であったが、最終的には江利チエミ盤が本命盤をレコード売上・人気共に上回る大ヒットになった。
江利チエミの歌唱による「テネシーワルツ」の大ヒットは、チエミが「日本語と英語のチャンポン」というスタイルを用いたこともあり、それまで都市部中心でのブームであった「ジャズ」（戦後すぐの日本では、広義の意味でポップス（洋楽）を総称してこう呼んだ）を全国区にするにあたり、牽引役を果たした。後のペギー葉山、そしてカントリーの小坂一也など、そしてロカビリーブームといった、日本における「カバー歌手」のメジャー化のさきがけを果たした 。
日本では江利チエミなど1950年代のジャズ系歌手が歌ったが、2003年の『第54回NHK紅白歌合戦』では綾戸智恵（当時は「綾戸智絵」）のカバーが取り上げられた。

## 主な演奏者
演奏者名の後の『 』は特記がない限り収録されたアルバムのタイトルを示す。
| - 1947年、ピー・ウィー・キングのゴールデン・ウエスト・カウボーイズ - 1947年、カウボーイ・コパズ - 1950年、アースキン・ホーキンス - 1950年、パティ・ペイジ - カントリー・アンド・ウエスタン版 - 1950年、レス・ポールwithメアリー・フォード - 1950年、フォンテイン・シスターズ - 1950年、ガイ・ロンバードとロイヤル・カナディアンズ - 1951年、ジョー・スタッフォード - 1951年、ペトゥラ・クラーク(イギリス) - 1952年、江利チエミ - シングル - 1952年、ハンク・ウィリアムズ - DVD『Hank Williams: The Show He Never Gave 』 - 1958年、マーガレット・ホワイティング - 『Margaret 』 - 1959年、ボビー・コムストック&カウンツ - ロカビリー版 - 1959年、ジェリー・フラー - ロカビリー版 - 1959年、コニー・フランシス - 『Country & Western Golden Hits 』 - 1960年、キティ・ウェルズ - Kitty's Choice - 1962年、ダミタ・ジョー - 1962年、パット・ブーン - 『I'll See You in My Dreams 』 - 1964年、アルマ・コーガン - ロック・バラード版 - 1964年、サム・クック - 二拍子版。『Ain't That Good News 』 - 1965年、アル・ハート - 『Live at Carnegie Hall 』 - 1966年、エルヴィス・プレスリー - 『A Life In Music 』 - 1966年、オーティス・レディングfeat.ブッカー・T&ザ・MG's - 『ソウル辞典』 - 1966年、マンフレッド・マン - コンパクト盤『Machines 』 - 1968年、The Soul Stirrers - ディープ・ソウル版 - 1968年、ドッティ・ウエスト - 『Feminine Fancy 』 - 1968年、レニー・ウェルチ | - 1970年、Gitte (デンマーク) - 1972年、アメリカン・スプリング - 『Spring 』 - 1976年、Heidi Brühl (ドイツ) - 1976年、Renate Kern (デンマーク) - 1978年、アン・マレー - 『Let's Keep It That Way 』 - 1978年、Wizex (スウェーデン) - 『Miss Decibel 』 - 1980年、レイシー・J・ダルトン - 1981年、エミルー・ハリス - 『Cimarron 』 - 1981年、ビリー・ジョー・スピアーズ - 『Country Girl 』 - 1983年、ジェームス・ブラウン - 『Bring It On 』 - 1990年、リトル・ウイリー・リトルフィールド - 『Singalong with Little Willie Littlefield 』 - 1993年、ホリー・コール - 『Don't Smoke In Bed 』 - 1993年、ラヴァン・ベイカー - 『Woke Up This Mornin'』 - 1995年、トム・ジョーンズ backed by チーフタンズ - 『Long Black Veil 』 - 1998年、Ireen Sheer (イングランド) - 2000年、Lotta Engberg (スウェーデン) - 『Vilken härlig dag 』 - 2002年、ノラ・ジョーンズ - ライヴDVD『Live in New Orleans 』 - 2004年、レナード・コーエン - 1985年にレコーディング。『Dear Heather 』 - 2009年、Pete Molinari - 『Today, Tomorrow and Forever 』 - 2011年、レイ・ディラン（南アフリカ） - 『Goeie Ou Country vol 3 』 - 2002年、エヴァ・キャシディ - 『Imagine 』 | - 美空ひばり - 『美空ひばりジャズを唄う』 - 雪村いづみ - 『三人娘を唄う』 - ザ・ピーナッツ - 『ザ・ピーナッツ sings Arranger 宮川泰』 - エト邦枝 - シングル - 工藤静香 - 『昭和の階段 Vol.1』 - 城卓矢 - 『ウェスターンの旅』 - フランク永井 - 『フランク、スタンダードを歌う』 - 秋本奈緒美 - 『ONE NIGHT STAND』 - 水前寺清子 - 『チータのカモナ・マイハウス~チエミさんに捧げる私の好きな11曲』 - 佐良直美 - 『GOLDEN☆BEST 忘れ得ぬ名唱・佐良直美』 - 綾戸智恵 - 『BEST』『SEVEN』 - 五木ひろし - シングル - 清水ミチコ - 『歌のアルバム』（綾戸智恵のモノマネ） - デューク・エイセス - 『焼跡のジャズVol.2』 - ダ・カーポ - 『ホーム 世界の名歌集』 - ペドロ&カプリシャス - 『愛の旅人』 - 園まり - 『園まり CD-BOX』 - 伊東ゆかり - 『プレミアム・ベスト ～６０カラットの愛の歌』 - 石原詢子 - 『我がこころの愛唱歌〜夢と希望に満ちてたあの時代〜』、CD-BOX『石原詢子 時代のうた』 - 八月真澄 - 『THIS IS MASUMI SHOW』 - 柳ジョージ&レイニー・ウッド - 『Woman and I... OLD FASHONED LOVE SONGS』 他に、柳がアルバトロスをバックにダイレクトカットで録音した8ビートのバージョンもある - 石田美也-石田新太郎とシティライツ - 『ウエスタンスペシャル（寺内タケシ参加）』 - つじあやの - 『COVER GIRL2 』 - 村上ゆき - 『夢で逢いましょう』 - 植村花菜 - インディーズ時代のシングル - 水森かおり - 『歌謡紀行12~伊勢めぐり~』 - 桑田佳祐 - 『平成三十年度! 第三回ひとり紅白歌合戦』（2019年6月5日発売）に収録。 |

## 映画
1998年の映画『パーフェクト・カップル』のジャック・スタントン(ジョン・トラボルタ)が就任式で妻スーザン(エマ・トンプソン)と踊る最後のシーンでインストゥルメンタル版の『テネシー・ワルツ』が使用されている。
1983年の映画『ライトスタッフ』でも短時間であるが『テネシー・ワルツ』が使用されている。
1999年に公開された映画『鉄道員 (ぽっぽや)』では、本楽曲がテーマ曲として使用された。これは、この映画の主人公夫婦にふさわしいテーマ音楽を決める際に、チエミの元夫である高倉健が「僕なら、テネシー・ワルツですね」と発言したことによる。ただし、降旗康男監督が本楽曲を映画のテーマソングにすることを高倉に告げた際には、高倉は「個人的」と渋ったという。

## 雑記
ジャズ・ボーカルの分野で取り上げられることもある。
カントリー分野ではパティ・ペイジやハンク・ウィリアムスのバージョンが有名である。
二部形式のスローワルツで、原盤では同じ歌詞が2度、日本語盤では英語と日本語で1節ずつ唄われている。
JBA7代目会長の長谷川幸保（1908年 - 1968年）が雑誌の「音楽とカクテル」の企画に創作カクテルとして同名のカクテルを発表した。